# 徐缨
徐缨（1967年9月—），女，汉族，江苏常州人，中华人民共和国政治人物。

## 人物经历
曾任中共常州市委副书记、政法委书记，中共江苏省委宣传部副部长、省委网信办主任。2022年任中共盐城市委书记。2023年1月，任江苏省人民政府副省长。2024年5月，任中共江苏省委常委、宣传部部长。